# جمعية الترفيه التفاعلي في المملكة المتحدة
جمعية الترفيه التفاعلي في المملكة المتحدة (بالإنجليزية: The Association for UK Interactive Entertainment)‏ (اختصاراً Ukie) هي جمعية تجارية غير ربحية لصناعة ألعاب الفيديو في المملكة المتحدة، تأسست الجمعية أولاً باسم "رابطة ناشري برامج الترفيه الأوروبية"، ثم فيما بعد "جمعية ناشري برامج الترفيه والتسلية"، قبل أن تتحول إلى الاسم الأخير في عام 2010م.

## التاريخ
تأسست الجمعية في عام 1989م، على الرغم من تسميتها آنذاك باسم "الرابطة الأوروبية لناشري برامج الترفيه". حوالي عام 2002م، غيرت المنظمة اسمها إلى "جمعية ناشري برامج الترفيه والتسلية"، مما يعكس أن اهتماماتهم الأساسية كانت تطوير ألعاب الفيديو في جزر المملكة المتحدة وليس البر الرئيسي لأوروبا.
في مارس 2010م، صوت أعضاء الرابطة على إعادة تسمية الجمعية باسم "جمعية الترفيه التفاعلي في المملكة المتحدة"، مما يعكس "الطبيعة المتطورة والمتوسعة للصناعة، والتي وُجِدت الجمعية لتمثيلها، وتشمل مجالات الأنشطة الجديدة التي سيتم العمل وفقها"؛ تغير الاسم بالكامل بحلول سبتمبر 2010م.
في عام 2011م، اقترحت الجمعية الاندماج مع "رابطة مطوري الألعاب المستقلة"، وهي جمعية تجارية بريطانية لمطوري ألعاب الفيديو، لتوحيد المنظمتين تحت هيئة تجارية واحدة لتمثيل صناعة الألعاب في المملكة المتحدة بأكملها. ومع ذلك رفض مجلس إدارة "رابطة مطوري الالعاب المستقلة" الاقتراح، وظل موقفهم دون تغيير عندما طُرِحَ اقتراح الاندماج مرة أخرى في عام 2013م.

## الأنشطة
يتمثل الهدف الأساسي للجمعية في تمثيل صناعة ألعاب الفيديو في المملكة المتحدة، وفي ديسمبر 2017م، مثلت أكثر من 395 شركة لألعاب الفيديو في جميع أنحاء العالم، كما توفر الجمعية الإستراتيجيات والنصائح لمطوريّ وناشريّ الألعاب، وتجمع وتنشر تاريخ البيع بالتجزئة لمبيعات ألعاب الفيديو في المملكة المتحدة، وتضم مجموعات ممارسيّ الضغط وتجتمع مع أعضاء من الحكومة للمساعدة في وضع سياسات تتعلق بألعاب الفيديو.
كان أحد أنشطتها البارزة هو المساعدة في تقديم التماس إلى حكومة المملكة المتحدة لاستخدام نظام تصنيف معلومات الألعاب الأوروبية بدلاً من المجلس البريطاني لتصنيف الأفلام.
قبل عام 2012م، أُعفيت ألعاب الفيديو من طلب تصنيفها من قبل "المجلس البريطاني لتصنيف الأفلام"، إلا إذا كانت تحتوي على محتوى جنسي أو عُري أو عنف، على الرغم من أنه يمكن للمطورين والناشرين تقديم أعمالهم للمراجعة طواعية، والأعمال التي تجاوزت تصنيفات معينة لا يمكن بيعها بشكل قانوني للقصر. عملت الرابطة مع "مجلس معايير الفيديو"، والذي يعتبر منظمة حكومية انشأت لتشكيل مدونة ممارسات لكيفية إبلاغ المستهلكين بتقييمات المحتوى في الألعاب وتنسيقات الفيديو الأخرى. أوصت الرابطة بأنه كمعيار صناعي، فإن أي لعبة لا تحتاج إلى تصنيف من قبل "المجلس البريطاني لتصنيف الأفلام" تُصنف بطريقة أخرى ضمن "نظام معلومات الألعاب الأوروبية"، مع مساعدة "مجلس معايير الفيديو" في تحديد التصنيفات المخصصة.
في مارس 2008م، نشرت تانيا بايرون تقريرًا بتكليف من رئيس الوزراء جوردون براون، يُطلق عليه بالعامية "مراجعة بايرون" والذي يصف الآثار الضارة المحتملة لألعاب الفيديو على الأطفال، ونشأ نقاش حول كيفية تصنيف ألعاب الفيديو بشكل أفضل، وأوصى بأن يكون الآباء بحاجة إلى أن يكونوا كذلك. أعطيت معلومات أكثر من تصنيف "المجلس البريطاني لتصنيف الأفلام" وحده.
تعتقد الجمعية والمجموعات المعنية الأخرى أن "المجلس البريطاني لتصنيف الأفلام" يفتقر إلى الوضوح بشأن تصنيفات ألعاب الفيديو؛ قال الرئيس التنفيذي الحالي مايك رولينسون أيضًا إن تصنيفات "المجلس البريطاني لتصنيف الأفلام" تم تطويرها للمحتوى الخطي، بينما كانت تصنيفات "معلومات الألعاب الأوروبية" تعكس المحتوى التفاعلي مثل ألعاب الفيديو بشكل أفضل. في عام 2008م، بدأت "رابطة ناشري برامج الترفيه الأوروبية" دفعة كبيرة للحصول على تصنيفات "معلومات الألعاب الأوروبية" باعتباره النظام المعتمد، أثناء تقديم التماس إلى "المجلس البريطاني لتصنيفات الأفلام" لتلوين ملصقات التصنيف الخاصة به بنفس الترميز اللوني الذي تستخدمه "معلومات الألعاب الأوروبية"، أقر برلمان المملكة المتحدة قانون الاقتصاد الرقمي لعام 2010م ليصبح قانونًا رسمياً يعمل بموجبه بحلول يوليو 2012م ونقل تصنيف ألعاب الفيديو من "المجلس البريطاني لتصنيفات الأفلام" إلى "مجلس معايير الفيديو" (ما عدا الألعاب التي تحتوي على محتوى إباحي قوي) والتكيف رسميًا مع "نظام تصنيف معلومات الألعاب الأوروبي"، إلى جانب قانوني فيما يخص إنفاذ بيع سندات الملكية للبالغين للقصر، واصلت الجهات العمل مع "مجلس معايير الفيديو" للمساعدة في تحديد كيفية عرض تصنيف "معلومات الألعاب الأوروبية" على العبوات والمواد الأخرى، وتوعية المستهلكين وأولياء الأمور بالتغيير الجديد.
قامت الجمعية بحملات وممارسات ضغط من أجل إتاحة الإعفاء الضريبي لقطاع الألعاب في المملكة المتحدة لسنوات عديدة. في عام 2012م، قدموا توصيات للمشاورات الحكومية بناءً على ردود وآراء أكثر من 200 شركة لألعاب الفيديو في البلاد، وكان من المقرر أن يتم تضمين خطة الحوافز الضريبية في ميزانية المملكة المتحدة في مارس 2010م من قِبل حكومة العمل المنتهية ولايتها، ومع ذلك لم يتم الانتهاء منها وتقديمها حتى عام 2014م عندما وافقت المفوضية الأوروبية على القرار. يسمح مخطط الإعفاء الضريبي لمطوري وشركات ألعاب الفيديو بالمطالبة بما يصل إلى 20٪ من تكاليف الإنتاج إذا استوفى المشروع شروطًا معينة، مما أدى إلى ما يقدر بـ 188 مليون جنيه إسترليني سنويًا لصناعة الألعاب في المملكة المتحدة؛ في عام 2017م، منحت المفوضية الأوروبية تمديدًا للبرنامج لست سنوات أخرى حتى عام 2023م.

## روابط خارجية
- الموقع الرسمي